# البهائية في هولندا
تعود أولى الإشارات إلى الديانة البهائية في هولندا إلى الصحف الهولندية التي تناولت في عام 1852 بعض الأحداث المتعلقة بالحركة البابية، والتي تُعد وفقًا للديانة البهائية ديانة تمهيدية. حوالي عام 1904، أرسلت صحيفة ألجمين هاندلسبلاد، وهي صحيفة صادرة في أمستردام، مراسلًا للتحقيق في أوضاع البهائيين في فارس. كان أول البهائيين الذين استقروا في هولندا عبارة عن عائلتين هما تايسن وغريفنز، وكلاهما غادر ألمانيا إلى هولندا في عام 1937 نتيجة تأثر النشاط التجاري بسياسات النازية. وبعد الحرب العالمية الثانية، أنشأ البهائيون لجنة للإشراف على إدخال الدين إلى جميع أنحاء أوروبا، وبدأ نمو المجتمع البهائي الدائم في هولندا مع وصول الرواد البهائيين في عام 1946. وبعد وصولهم واعتناق بعض المواطنين للديانة، تم انتخاب أول محفل روحاني محلي في أمستردام عام 1948، وكان عدد البهائيين في البلاد حينها حوالي 11 شخصًا. وبحلول عام 1962، وعند انتخاب أول محفل روحاني وطني، كان هناك 110 بهائيين وتسعة محافل محلية، بينما بلغ العدد في عام 1973 نحو 365 بهائيًا و16 محفلًا، ووصل في عام 1979 إلى 525 بهائيًا و27 محفلًا. وقدرت إحدى الإحصائيات في عام 1997 عدد البهائيين في هولندا بنحو 1500 شخص. وفي عام 2005، كان في هولندا 34 محفلًا روحانيًا محليًا.

## الاتصال الأول

### أول تغطية صحفية
ظهرت أولى الإشارات المتعلقة بالديانة البهائية في هولندا في الصحف الهولندية التي تناولت بعض الأحداث المتعلقة بالحركة البابية، والتي تعتبرها الديانة البهائية ديانة تمهيدية. وقد تناولت صحيفة هارلم كورانت الأصلية محاولة اغتيال ناصر الدين شاه القاجاري من قبل بعض البابيّين، في 11 أكتوبر 1852 - بعد عدة أشهر من الحادثة. وتم الإبلاغ عن الحادثة بعد ذلك بعدة أيام من قبل صحيفة صحيفة نيو روتردام كورانت، ثم صحيفة يومية في لاهاي، وقد استعارت جميعها روايات الحدث من صحف صدرت في لندن أو باريس. ومع ذلك، فإن الروايات التي قُدمت للجمهور الهولندي كانت في الغالب غير صحيحة، حيث وُصفت البابية بأنها منظمة شيوعية، تُجيز تبادل الزوجات، وتؤمن بـتناسخ الأرواح، وكانت في حالة تمرد مسلح علني. وخلال محاولة اغتيال ثانية لنفس الشاه في عام 1896، على يد مجموعة لم تكن مرتبطة بالبابيين كما أُقر في فارس آنذاك، استمرت الصحف الغربية في اتهام البابيين لعدة سنوات بعد ذلك.

### هولنديون في فارس
في عام 1879، وفي ظل تطور العلاقات التجارية التي بدأها بعض رجال الأعمال الهولنديين، دخل الهولندي يوهان كوليغان في شراكة مع بهائيين اثنين، هما الحاج السيد محمد حسن والحاج السيد محمد حسين، المعروفان بـالملك والحبيب من الشهداء. وقد تم اعتقال هذين البهائيين وإعدامهما لأن إمام الجمعة آنذاك كان مدينًا لهما بمبلغ كبير من المال، وبدلاً من سداده، صادر ممتلكاتهما. وقد تم تنفيذ حكم الإعدام بالرغم من شهادة يوهان كوليغان ببراءتهما. وفي عام 1890، كان كوليغان شاهدًا أيضًا على أعمال شغب ضد المزارعين البهائيين بالقرب من أصفهان، وقد حاول عدد من الدبلوماسيين البريطانيين منع الشغب أو معالجة آثاره. وشهد هولندي آخر يُدعى سي. إف. برينس، وقدم المساعدة للبهائيين الذين تعرضوا لاضطهاد في أعمال شغب وقعت في يزد في عام 1891. وفي نفس العام، أقام الهولندي هنري دنلوب علاقات تجارية في شيراز مع أفضل الكبر، شقيق زوجة الباب، وحصل على عدة مخطوطات بهائية قدّمها للبروفسور إدوارد غرانفيل براون ولاحقًا للبروفسور مايكل يان دي خويه من جامعة لايدن، الذي نشر أول مقال أكاديمي هولندي عن البابيين/البهائيين في أكتوبر 1893. وقد قدمت هذه الروايات والمقالات صورة مغايرة لتلك التي نشرتها الصحف في السابق، حيث صورت البهائيين على أنهم منفتحون على التعامل مع الأجانب، ويمارسون الزواج الأحادي، ويلجؤون إلى السلطات المدنية لحمايتهم من اعتداءات الحشود المسلمة.
وفي وقت لاحق عام 1904، توجه ماوريتس فاغنفورت كمراسل لصحيفة ألجمين هاندلسبلاد للتحقيق في أوضاع البهائيين في فارس، وأجرى العديد من المقابلات معهم.

## التاريخ في هولندا

### قبل الحرب العالمية الثانية
بدأ أول اهتمام بجوانب التدين في الديانة البهائية في هولندا بين عامي 1912 و1917، عندما قامت جمعية النشر الثيوصوفية في أمستردام بترجمة ونشر بعض الكتيبات والنشرات حول الدين. أما أول بهائي يدخل هولندا فكان في ديسمبر 1913، عندما مرّ دانيال جنكنز من إنجلترا عبر هولندا. ومن المعروف أيضًا أن عبد البهاء، ابن وخليفة مؤسس الدين، كتب رسالة إلى جوليا سي. إسبركر، رئيسة حركة إسبرانتو في لاهاي. في عام 1920، جاء بهائيان فارسيان، هما أحمد يزداني ويد أمر الله ابن أصدق، برسالة لوح من عبد البهاء إلى المنظمة المركزية للسلام الدائم في لاهاي.
يبدو أن أول بهائي هولندي كان هايو ميسداغ، الذي أصبح بهائيًا في مصر بعد لقائه بـمارثا روت وقراءته لكتاب جون إيسلمونت بعنوان بهاء الله والعصر الجديد، وزار شوقي أفندي، الذي كان حينها رئيس الدين، في حيفا عام 1925. وتذكر نشرة للجالية البهائية الفرنسية أن أول بهائية هولندية كانت فاندا هاك (أو فان دير هاك)، ولكن لا يُعرف عنها الكثير حتى الآن. لاحقًا، وفي أوائل ثلاثينيات القرن العشرين، زارت لويز دريك رايت، وهي بهائية أمريكية متنقلة، البلاد ثلاث مرات بتكليف من شوقي أفندي: صيف عام 1932 (أمستردام)؛ من مارس إلى يونيو 1933 (أمستردام ولاهاي)؛ من يناير إلى أبريل 1934 (لاهاي). وخلال هذه الفترة التقت بمجموعات نسائية وجماعات سلام، وأعضاء من الكويكرز، وثيوصوفيين، وإسبرانتويين، وقادة فكر نساء مثل مؤسسة مرشدات الفتيات الهولنديات، وكذلك زارت مكتبات في أمستردام ولاهاي. أما أول عائلة بهائية في هولندا فكانت عائلة تايسن: إما مارغريت تايسن، وهي ألمانية بهائية، جاءت إلى لاهاي عام 1937 مع زوجها. وفي خريف نفس العام، انضم إليهم بهائيان آخران، هما ماكس وإينز غريفن. كان السيد غريفن رجل أعمال أمريكيًا أصبح بهائيًا في مدينة نيويورك عام 1927 وانتقل إلى ألمانيا عام 1930؛ وقد انتقلت عائلته إلى لاهاي عام 1937 بسبب القيود التجارية في ألمانيا، وبقوا في هولندا حتى عام 1940.

### بعد الحرب العالمية الثانية
في عام 1946، شكّل المحفل الروحاني المركزي للبهائيين في الولايات المتحدة "لجنة التعليم البهائية الأوروبية" لترويج الدين في أوروبا. وأشرفت هذه المبادرة على وصول عدد من الروّاد البهائيين. في يونيو من نفس العام، طلبت اللجنة من ريتا فان بليزويك سومبيك، وهي امرأة هولندية أمضت الحرب العالمية الثانية في الولايات المتحدة واعتنقت البهائية خلال تلك الفترة، أن تعود إلى هولندا كروّادة. وصلت في أكتوبر 1946 واستقرت في أمستردام، وبحلول 29 مايو 1947 بدأت تعقد لقاءات في منزلها. وفي يناير 1947، انضمت شقيقتها السيدة شتراوب إلى الدين أيضًا، وبقيت في روتردام وركزت على ترجمة الأدب البهائي. وسرعان ما بدأت سومبيك بالسفر عبر أوروبا والعيش في أماكن مختلفة. كما أتى رائد آخر هو جون كاري، الذي أبحر من نيويورك إلى هولندا في 12 مارس 1947، تبعته شارلوت ستيرات في 26 مارس 1947. أقام كاري في بوسوم ثم انتقل لاحقًا إلى مدريد، أما ستيرات فقد نزلت في روتردام وبقيت هناك لمدة ثلاثة أسابيع، ثم انتقلت إلى أمستردام.
كان يان بيت دي بورست من فاسينار أول من سُجّل رسميًا في الديانة البهائية، حيث اعتنق الدين في بوسوم في 3 أغسطس 1947؛ وتبعه هانز سليم من فاسينار في 20 أغسطس 1947. وكانت ثالث بهائية هولندية هي الآنسة جوزفين كارولاين ديبولد، وهي سيدة مسنّة من أمستردام، اعتنقت الدين في 21 مارس 1948؛ أما الرابعة فكانت دينيز سوهت من منطقة قريبة من فاسينار؛ والخامسة والسادسة كانتا من سكان أمستردام، وهما الآنسة فريدا فان هوتن وه. برنارد ديبرينك، وكلاهما انضمّ للدين في 4 أبريل 1948. وبحلول 2 سبتمبر 1948، وصلت إلينور غريغوري هوليبو إلى هولندا كروّادة أخرى. ومع هذا المزيج من الروّاد والمعتنقين الهولنديين، تم انتخاب أول محفل روحاني محلي بهائي في أمستردام عام 1948. وكان عدد البهائيين في هولندا حينها 11 فردًا. وصل المهندس إدوارد إل. بود وزوجته ماري هوتشكيس بود إلى أمستردام في أواخر مارس 1949 وعاشا في أماكن مختلفة حتى غادرا إلى ماديرا في أوائل عام 1969. أما أول بهائي في روتردام فكان لويس غوستاف لوهليفينك، الذي اعتنق الدين في 8 فبراير 1953. وكان أول البهائيين في جزر فريزلاند الهولندية رائدين ألمانيين هما خييرتروي أنكرسميت وأورسولا فون برون، اللتان وصلتا إلى الجزر في أكتوبر 1953؛ وتبعتهما في نوفمبر 1953 إلسا ماريا غروسمان. وقد تم تسمية الثلاثة جميعًا ضمن فرسان بهاء الله عن جزر الفريزيان لخدماتهم للدين.

### النمو

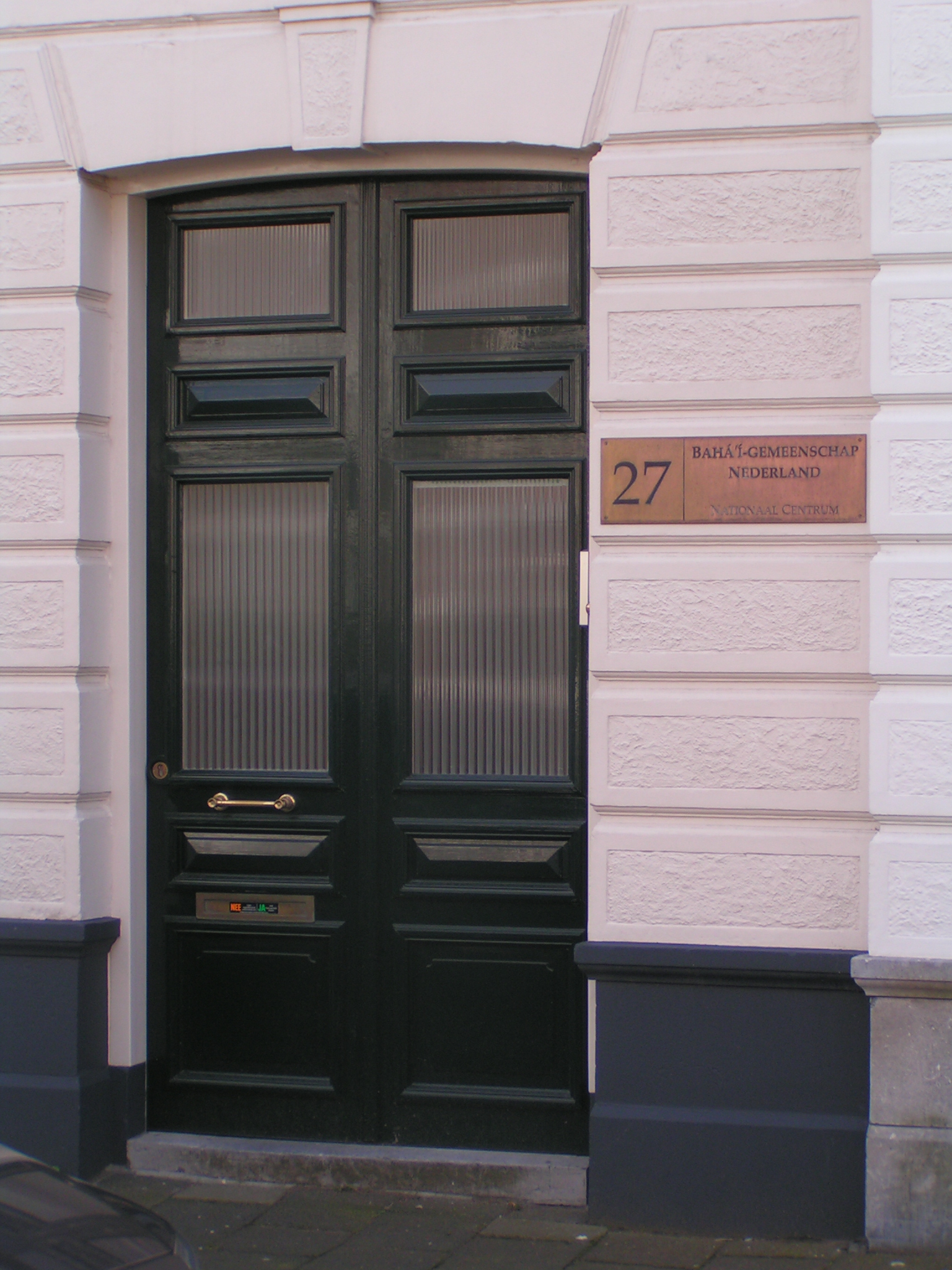
المركز البهائي الوطني في لاهاي

تأسست أول محفل روحاني محلي في لاهاي في أبريل 1952. ومن بين أعضاء هذا المحفل كانت إليزابيث شارلوت (لوتي) توبياس، التي خدمت لاحقًا في المحفل الروحاني الإقليمي لدول البنلوكس، ثم في أول محفل روحاني وطني للبهائيين في هولندا؛ وقد انتُخبت أمينة سر لهذا المحفل باستمرار منذ عام 1962 حتى عام 1986. وفي عام 1952 أيضًا، زار هولندا للمرة الثانية أحد أيادي أمر الله، وهو ذكرى الله خادم، وذلك كجزء من جولة أوروبية. وفي عام 1954، عُقد مؤتمر للبهائيين من دول البنلوكس. وفي عام 1955، تم شراء المركز البهائي الوطني في لاهاي.
كانت زاندفورت خامس مجتمع بهائي في هولندا، وذلك بعد إعلان إيمان السيد والسيدة أدلمان في أكتوبر 1956. وكان أول بهائي في مدينة لايدن هو فالتر إيتالياندر، الذي التحق بالدين بعد عام 1958، وتبعته آنماري نيسينك، التي تزوجت لاحقًا من أحد البهائيين الفُرس في البلاد، وهو مسعود مزغني.
بحلول عام 1959، كان عدد البهائيين في هولندا 63 شخصًا، فتوجّه أيادي أمر الله بنداء إلى الجالية البهائية في إيران لتشجيع العائلات على الاستقرار في هولندا. واستجاب لهذا النداء 38 بهائيًا من إيران، معظمهم من العائلات، مما مكّن من تشكيل محافل روحانية في أرنهيم، ودلفت، وهارلم، ولايدن، وروتردام، وأوتريخت.
ومنذ عام 1957، كان هناك محفل روحاني إقليمي لدول البنلوكس (هولندا وبلجيكا ولوكسمبورغ) حتى عام 1962، حين بلغ عدد البهائيين الهولنديين 110 أفراد، مع تسعة محافل روحانية، وانتُخب أول محفل روحاني وطني لهولندا، وحضر هذا الحدث أحد أيادي أمر الله، حسن باليوزي. وفي عام 1961، أُقيمت أول مدرسة صيفية بهائية في البلاد، وحضرها 200 شخص من البهائيين والمهتمين من 15 دولة، وكان من بين المحاضرين غاي ميرشي وأحد أيادي أمر الله أدلبيرت مولشليغل. وفي عام 1962، تم الاحتفال بيوم الدين العالمي في أرنهيم، وهارلم، ودلفت. وتألف أول محفل روحاني وطني لهولندا من الأعضاء: غيرت فان دير غاردي، وبوب فان ليت، ومسعود مزغني، وأرنولد فان أوختروب، وجيني سيسلينغ، ويان سيسلينغ، ولوتي توبياس، وغونتر فيتن، وكريس فيستنبرُك.
مرّ الهيكل الإداري للديانة البهائية بتحول ما بين عامي 1957 و1963، عندما انتقلت القيادة من شوقي أفندي إلى بيت العدل الأعظم، وقد أدى هذا الانتقال إلى بعض الانقسامات الطفيفة داخل الدين. وفي عام 1965، كتب بيت العدل الأعظم رسالة مطولة ردًا على استفسارات المحفل الوطني لهولندا، تتناول مواضيع تتعلق بانتخاب ومكانة وسلطة بيت العدل، وطُلب نشرها على نطاق واسع بين البهائيين حول العالم.
ومنذ عام 1962، واصلت دول البنلوكس، رغم وجود محافل وطنية منفصلة، التعاون المشترك في تنظيم المدرسة الصيفية، وكان من بين المحاضرين في عام 1965 أحد أيادي أمر الله، أبو القاسم فيضي، الذي قدّم ورش عمل ومحاضرات متنوعة. وشهد أوائل عام 1968 أول تغطية إعلامية للدين في هولندا عبر التلفاز. وفي المدرسة الصيفية لعام 1969 في مدينة إليكوم، حضر كل من عضو بيت العدل الأعظم ديفيد هوفمان وأحد أيادي أمر الله جلال خازن.
شهد عام 1976 مجموعة من الأنشطة، من بينها أول دخول للدين إلى مقاطعة زيلاند، كما عُقد مؤتمر إقليمي جمع 250 بهائيًا هولنديًا، وتضمّن محاضرات ألقاها أديب طاهرزاده. وفي عام 1977، كان الدكتور أحمد تأييد أحد ثلاثة زوار للمعبد البهائي في أمريكا الشمالية الذين تمت مقابلتهم في عدد أغسطس من مجلة أخبار البهائيين، حيث تحدث عن تجربته كمهاجر بهائي إلى هولندا، وعن نمو المجتمع هناك، مستعرضًا خبرته كعضو منتخب في المحفل الروحاني الوطني لهولندا منذ عام 1967.

## المجتمع الحديث

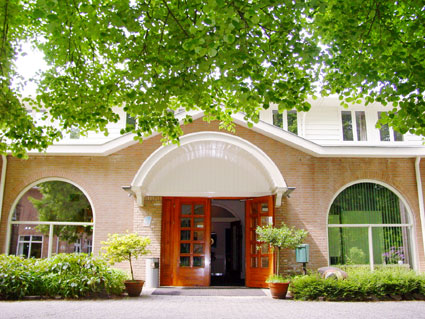
مركز مؤتمرات البهائيين "دي بورت"، غروسبيك

منذ نشأتها، شاركت الديانة البهائية في التنمية الاجتماعية والاقتصادية، بدءًا من إعطاء النساء حرية أكبر، مع الترويج لتعليم الفتيات كأولوية، وقد تَمثَّلت هذه المشاركة عمليًا في إنشاء المدارس والتعاونيات الزراعية والعيادات.
في عام 1979، اجتمع أكثر من 100 طفل من مجتمعات بهائية هولندية مختلفة، بالإضافة إلى أطفال غير بهائيين محليين، في ليليستاد لأول مؤتمر وطني للأطفال البهائيين في هولندا، احتفالًا بـ السنة الدولية للطفل. كما في عام 1979، وبدعوة من الناشر، تم نشر عدد من مجلة أسبوعية وطنية تُدعى Actuele Onderwerpen (AO) عن الديانة البهائية بقلم أحد أعضاء المحفل الوطني. وقد حصد هذا العدد المرتبة الرابعة من بين 52 عددًا في استطلاع اهتمام القراء بنهاية السنة.
في عام 1980، شارك نحو 450 بهائيًا، بمن فيهم أكثر من 120 طفلًا وشابًا، في المدرسة الشتوية البهائية في أوستكابيله. وفي عام 1980، اتخذت حكومة هولندا موقفًا مؤيدًا لحقوق البهائيين، عندما أيدت قرارًا للأمم المتحدة بشأن اضطهاد البهائيين في إيران. وقد تم تمرير هذا القرار في 10 سبتمبر 1980، ثم كررت البرلمان الأوروبي دعمها، وتحدثت الحكومة الهولندية مجددًا عن المسألة. وفي خريف 1983، استمر تسليط الضوء على الموضوع في الصحف مثل دي فولكسكرانت وإن آر سي هاندلسبلاد، بالإضافة إلى مجلة أبزيه النسوية (انظر منى محمود ‌نژاد).
دخلت الديانة البهائية مرحلة جديدة من النشاط بعد صدور رسالة من البيت الأعظم للعدل بتاريخ 20 أكتوبر 1983، حثّت فيها البهائيين على الانخراط في تنمية المجتمعات المحلية بطرق منسجمة مع التعاليم البهائية. فبين عام 1979 و1987، ارتفع عدد المشاريع التنموية المعترف بها رسميًا من 129 إلى 1482 مشروعًا. وفي عام 1985، اشترت الجالية البهائية في هولندا مركز المؤتمرات "دي بورت" في غروسبيك، وهو مبنى فلسفي سابق تابع للرهبنة اليسوعية بُني عام 1929، ليصبح مركزًا مؤسسيًا للدين. وفي عام 1988، استجاب المحفل الوطني للبهائيين في هولندا للتوترات العرقية بين السكان المحليين والمهاجرين، من خلال تنظيم مؤتمر عام تحت عنوان "المجتمع المتعدد الأعراق في المستقبل"، بالإضافة إلى نشر عدة مقالات في مطبوعات بهائية.
كذلك في عام 1988، شارك 28 بهائيًا من 10 دول في المؤتمر العالمي الثالث والسبعين للغة الإسبرانتو الذي أُقيم في مركز دي دولن في روتردام.
وفي عام 1989، استضاف مركز "دي بورت" مؤتمرين؛ مؤتمر النساء البهائيات الأوروبي الأول بمشاركة نحو 200 شخص من أغلب الدول الأوروبية، ومؤتمر الشباب البهائي الأوروبي بمشاركة أكثر من 100 شخص من 15 دولة. وفي عام 1999، ساهمت الجالية البهائية الهولندية في تنسيق الحضور البهائي خلال نداء لاهاي من أجل السلام.
وفي عام 2007، أهدت الجالية البهائية في هولندا بلاطة ذهبية من ضريح الباب إلى متحف بلاط السقف الهولندي في أَلِم، وهي الوحيدة بين 3000 بلاطة في المتحف المغطاة بطبقة من الذهب الحقيقي.
وفي أعوام 2005 و2006 و2008، نظّم معهد طاهرة في هولندا مؤتمرات ضمت حلقات دراسية ومحاضرات تذكارية باسم الدكتور عزيز نويدي، المحامي البهائي البارز وفارس بهاء الله لموناكو، والمعروف بشجاعته ومهارته في الدفاع عن البهائيين المضطهدين.

### الديموغرافيا
في عام 1973 كان هناك 365 بهائيًا و16 محفلًا روحيًا، وبحلول عام 1979، بلغ عدد البهائيين 525 مع 27 محفلًا. وفي عام 1997، بلغ عددهم نحو 1500 في هولندا. وقدر أرشيف بيانات الأديان (اعتمادًا على الموسوعة المسيحية العالمية) عدد البهائيين في عام 2005 بنحو 6688 شخصًا. كما بلغ عدد المحافل الروحية المحلية في هولندا عام 2005 نحو 34 محفلًا.

## المستعمرات الهولندية
كان أول بهائي في سورينام هو الأمريكية ليونورا ستيرلينغ هولسابل؛ في أكتوبر 1927 قدمت محاضرة عن الدين في مركز لوجي كونكورديا في العاصمة باراماريبو. في 22 أكتوبر 1927 نُشر مقال في صحيفة المساء دي ويست يغطي الحدث. بين عامي 1964 و 1973، أسس الرواد الهولنديون جمعية روحية بهائية في سورينام في باراماريبو. غادر بيت فان دير بورست وهنريك بويز هولندا ليقوما بريادة في إندونيسيا في عام 1949.

## قراءة موسعة
- أفندي، شوقي (2009). أخي العزيز - رسائل من شوقي أفندي إلى دول بنلوكس. لوفين، بلجيكا: برليانت بوكس. ص. 164. مؤرشف من الأصل في 2022-10-08. {{استشهاد بكتاب}}: الوسيط غير المعروف |رابط المؤلف= تم تجاهله (مساعدة)

## الروابط الخارجية
- الجمعية الروحية الوطنية للبهائيين في هولندا
  - تاريخ البهائيين في هولندا (باللغة الهولندية)
  - بهائي كويست
  - معهد طاهرة في هولندا
- الجمعية الروحية الوطنية للبهائيين في سورينام